# Президентські вибори в Болгарії 2011
Президентські вибори у Болгарії проходили 23 жовтня 2011. Виборчим правом володіли 6 933 748 людини, які були розподілені по 11 382 виборчих дільницях в 264 громадах в країні і ще по 161 дільницям за кордоном.
Виборча активність в першому турі склала 7,44 % до 10:00, 20,40 % до 13:00 і 39,67 % до 17:00, 51,56 % до 20:00 і всього 51,83 % в кінці дня голосування, до 21:00. Жоден з кандидатів не набрав більше половини голосів у першому турі. 30 жовтня балотувалися два кандидати з найбільшим числом голосів — Росен Плевнелієв (40,11 %) і Івайло Калфін (28,96 %).
У другому тури виборча активність склала 13,45 % до 10:00, 26,73 % до 13:00 і 40,55 % до 17:00 і всього 48,04 % наприкінці дня голосування, до 20:00. Президентом Болгарії став Росен Плевнелієв з 52,58 % з дійсних голосів.
Чинний президент Георгій Пирванов, обраний в 2006 році як незалежний кандидат, підтриманий Болгарською соціалістичної партією, завершив свій другий мандат і не міг виставляти свою кандидатуру.